# Dravograd
Drávograd (, v Dravogradu) (narečno Traberch, nemško Unterdrauburg) je mesto na Koroškem in središče Občine Dravograd. Leži ob sotočju Drave z Mežo in Mislinjo, oziroma na stičišču njihovih dolin.

## Geografija
Naselje Dravograd leži na sotočju rek Drave, Meže in Mislinje na nadmorski višini 362 m, železniška postaja, vsekana v strmo ježo, pa na 346 m. Skozi mesto tečeta dve glavni cesti: pomembnejša pride iz opuščenega mejnega prehoda Vič, ki je oddaljen le dobre 3,5 km in se nadaljuje v smeri Maribora, druga pa od tu proti Slovenj Gradcu. Skozi južno obrobje mesta teče železniška proga Maribor-Prevalje-Celovec. Proga Dravograd-Otiški Vrh je ostanek leta 1899 zgrajene in leta 1968 odstranjene proge proti Velenju. Odstranjena pa je bila tudi proga proti Labotniški dolini (1964).
Naselje se nahaja na obeh bregovih Drave. Starejši del leži na pleistocenski terasi na orografsko levem bregu in je sestavljen iz zaselkov Pod gradom (Podgrad) in Robindvor, na desnem bregu pa sta zaselek na Meži in Brod, kjer stoji cestni most, ki združuje mesto. Pred izgradnjo železniške proge je bilo na Brodu pristanišče za splave in šajke. V bližini cestnega mostu še stojijo ostanki starega mostu po katerem je tekla železnica proti Labotniški dolini.
Dravograd obkrožajo hribi: proti severu Košenjak, proti zahodu Strojna, proti vzhodu se začenja Pohorje.

## Zgodovina
Kraj je bil obljuden že v rimskih časih, saj je na tem mestu Dravo prečkala cesta iz Colatia in se razcepila proti Dravski in Labotski dolini. Prvi lastniki območja so bili Spanheimi, za njimi pa šentpavelski benediktinski samostan iz Koroške (ustanovljen leta 1091). Dravograjski gospodje (Ortolf Trušenjski) so na samostanskem zemljišču postavili grad, ki je omenjen leta 1177 kot castrum Trahburck. Tu se je razvila sejemska vas, zgradil pa se je tudi most, ki je prispeval k razvoju kraja.
Leta 1185 se že omenja kot trg. Med letoma 1193 in 1220 se današnji Dravograd omenja kot urbem forum Traberch, torej kot grajski trg. V kraju sta se razvijali obrt in trgovina (sol in les), zaradi prehoda skozi trg in prek reke so pobirali mitnino in mostnino in pa brodarino. Trg je bil utrjen, vstop vanj je bil skozi dvoje vrat. Dravograd nikoli v zgodovini ni postal mesto vse do 22. decembra 2005.
Dravograd so ogrožali Turki in ogrska vojska. V 16. stoletju se je večina prebivalcev odločila za protestantsko vero. 
Sredi 17. stoletja je bilo znotraj obzidja in v okolici že 70 hiš in približno 450 prebivalcev. Leta 1782 je grad prevzel verski sklad (Religionsfond), leta 1846 ga je zapustil zadnji lastnik, posestnik Dumreicher in začel je propadati. 
V 18. in 19. stoletju so reforme in industrijska revolucija prinesli precej sprememb. Pojavila so je prva industrija, po letu 1848 je Dravograd dobil lastno občino. Leta 1863 je bila dokončana železniška proga Maribor – Dravograd – Celovec, nato pa še odcepa proti Volšperku (Wolfsbergu) in Celju. Dravograd je postal pomembno železniško in cestno križišče z velikim rečnim pristaniščem.
Po bojih za severno mejo je bil Dravograd dokončno vključen v kraljevino SHS. Tudi v 2. svetovni vojni Dravogradu, kot obmejnemu naselju, ni bilo prizaneseno.
Tik pod naseljem je bila v letih med 1941, ko so jo začeli graditi Nemci za potrebe vojaške industrije, do 1944 zgrajena hidroelektrarna Dravograd. Aprila 1945 je bila v bombardiranju poškodovana, dokončno obnovljena pa leta 1955.

## Znamenitosti
Podružnična cerkev sv. Vida je bila zgrajena med letoma 1167 in 1171. Prvič je omenjena leta 1177. Pri njej je bil ustanovljen kapitelj leta 1218. Leta 1237 je postala sedež pražupnije, leta 1245 pa povzdignjena v proštijo. Zgradba ima romansko zasnovo, pravokotno ladjo in zvonik. Tega so v pozni renesansi dvignili. Prezbiterij je pravokoten, prvotni raven strop ladje so leta 1600 obokali s paličasto profilacijo.
- Razvalina gradu Dravograd[8][5]

- Razvalina gradu Pukštanj v Bukovju[9][5]

- Baročni dvorec v Bukovju [10] [5] z muzejsko zbirko iz osamosvojitvene vojne, stalno razstavo o baronih Kometrih ter občasnimi razstavami.

- Cerkev sv. Janeza Evangelista so zgradili, ko je cerkev Svetega Vida postala premajhna. Je sicer poznogotska arhitektura, ki pa je bila v 16. stoletju predelana. Leta 1386 so vanjo prenesli kapiteljski in župnijski sedež. Cerkev je v času turških vpadov pogorela. Kasneje so jo na novo pozidali.

- Staro mestno jedro s prvotno srednjeveško podobo.

- Muzejska zbirka v kleti občinske uprave, v kateri so ohranjeni gestapovski zapori. O tem priča tudi spominska plošča.

- Ribiški muzej v Ribiškem domu.
- Gasilska zbirka na Robindvoru

- Črneško jezero (tudi Dravograjsko jezero)[11]:75-76[12] je akumulacijsko jezero nad hidroelektrarno Dravograd (glej tudi Črneče). Je pomembno naravovarstveno območje vključeno v Naturo 2000.[13][11][12]
- Štrekna je kolesarska pot, speljana po opuščeni trasi nekdanje železniške proge, ki je povezovala Velenje z Dravogradom

Proti severu se razprostira krajinski park Košenjak – Velka. Pričenja se takoj nad mestom pri starem gradu in sega preko Ojstrice in Goriškega Vrha do Košenjaka, ki je najvišji vrh občine in Kobanskega.